# Peripatoides novaezealandiae
Peripatoides novaezealandiae là một loài động vật trong họ Peripatopsidae. Nó là loài đặc hữu của New Zealand và là loài peripatus phổ biến nhất được tìm thấy ở đó.